# Catharosia albisquama
Catharosia albisquama là một loài ruồi trong họ Tachinidae.